# Pierre-Hector Coullié
Pierre-Hector kardinal Coullié, francoski rimskokatoliški duhovnik, škof in kardinal, * 15. marec 1829, Pariz, † 12. september 1912.

## Življenjepis
23. decembra 1854 je prejel duhovniško posvečenje.
23. avgusta 1876 je bil imenovan za soškofa Orléansa; potrjen je bil 29. septembra istega leta, ko je bil imenovan še za naslovnega škofa Sidona. Škofovsko posvečenje je prejel 19. novembra 1876. 12. oktobra 1878 je nasledil škofovski položaj. 
14. junija 1893 je bil imenovan za nadškofa Lyona; naslednjega dne je bil še potrjen. 
19. aprila 1897 je bil povzdignjen v kardinala in imenovan za kardinal-duhovnika SS. Trinità al Monte Pincio.